# Ramification (botanique)
Pour les articles homonymes, voir Ramification.
En botanique, la ramification est, avec la croissance en longueur (allongement) et en épaisseur (croissance primaire et secondaire des axes végétatifs), un des processus qui permettent aux plantes, organismes adaptés à leur mode de vie fixée, de s'agrandir et d'optimiser les surfaces d'échanges avec le milieu extérieur, caractéristiques de leur stratégie d'exploitation des ressources. La division des axes en plusieurs organes juvéniles aériens et souterrains (rameaux caulinaires, reproducteurs et racinaires) participe à l'architecture et au port des plantes.

## Histoire évolutive

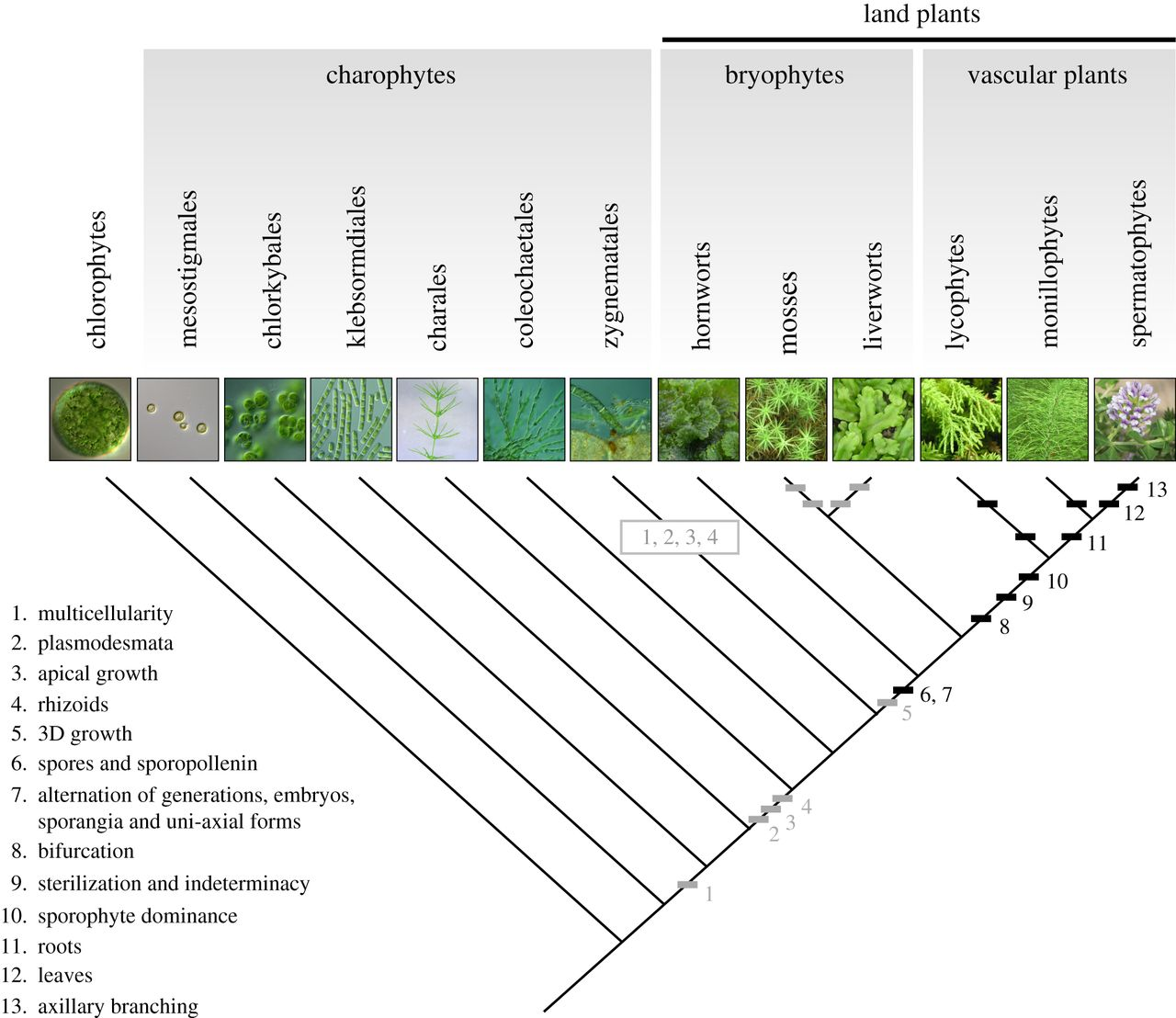
Évolution des principales structures et des plans d'organisation chez les plantes. Passage de la ramification dichotome (8 : bifurcation sur le diagramme) à la ramification latérale.

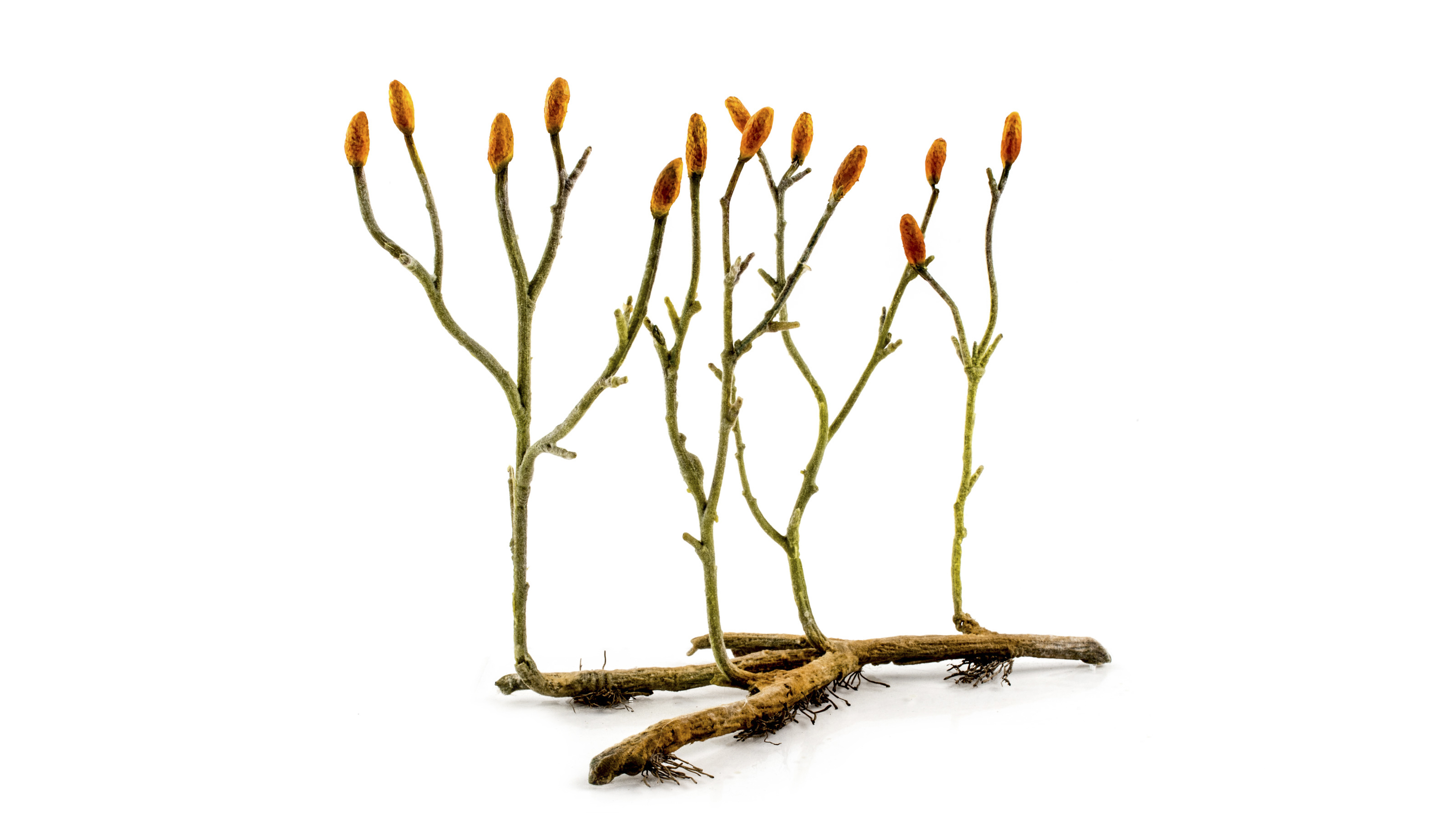
Le genre Rhynia, l'une des plus anciennes plantes vasculaires terrestres, consistait en tiges aériennes cylindriques sans feuille et à ramification dichotomique, insérées sur un rhizome muni de rhizoïdes.

L'évolution de la ramification est un point décisif de la diversification de l'architecture des plantes. L'évolution de la ramification dichotomique (ramification terminale dans laquelle chaque axe végétatif se divise en deux comme une fourche) vers la ramification latérale accompagne la colonisation des écosystèmes terrestres par les plantes, en leur donnant une capacité à occuper l'espace dans les trois dimensions, aussi bien dans le milieu aquatique que le milieu aérien. Cette innovation cruciale contribue à l'optimisation de la capacité photosynthétique (passage de la ramification dichotome à la ramification latérale et formation des feuilles par aplatissement d'axes ramifiés) et du succès reproducteur des plantes terrestres,.
La ramification terminale ou apicale se réalise à l'extrémité des axes, au niveau du méristème apical. Phénomène très répandu chez beaucoup de Thallophytes, de Ptéridophytes, et d'hépathiques à thalles, cette ramification dichotomique produit des rameaux fils de taille égale (dichotomie isotone) ou inégale (dichotomie anisotone). Il est remplacé au cours de l'évolution par la ramification latérale qui s'observe chez certains Ptéridophytes (Arthrophytes), Bryophytes (hépathiques à feuilles et mousses) et toutes les Spermaphytes (à l'exception de certains taxons dont la croissance primaire en longueur est encore dichotomique). Cette ramification se produit non seulement à l'extrémité distale de la tige comme dans le cas précédent, mais aussi latéralement et à divers niveaux, par le développement de méristèmes latéraux ou axillaires.

## Morphologie et fonction

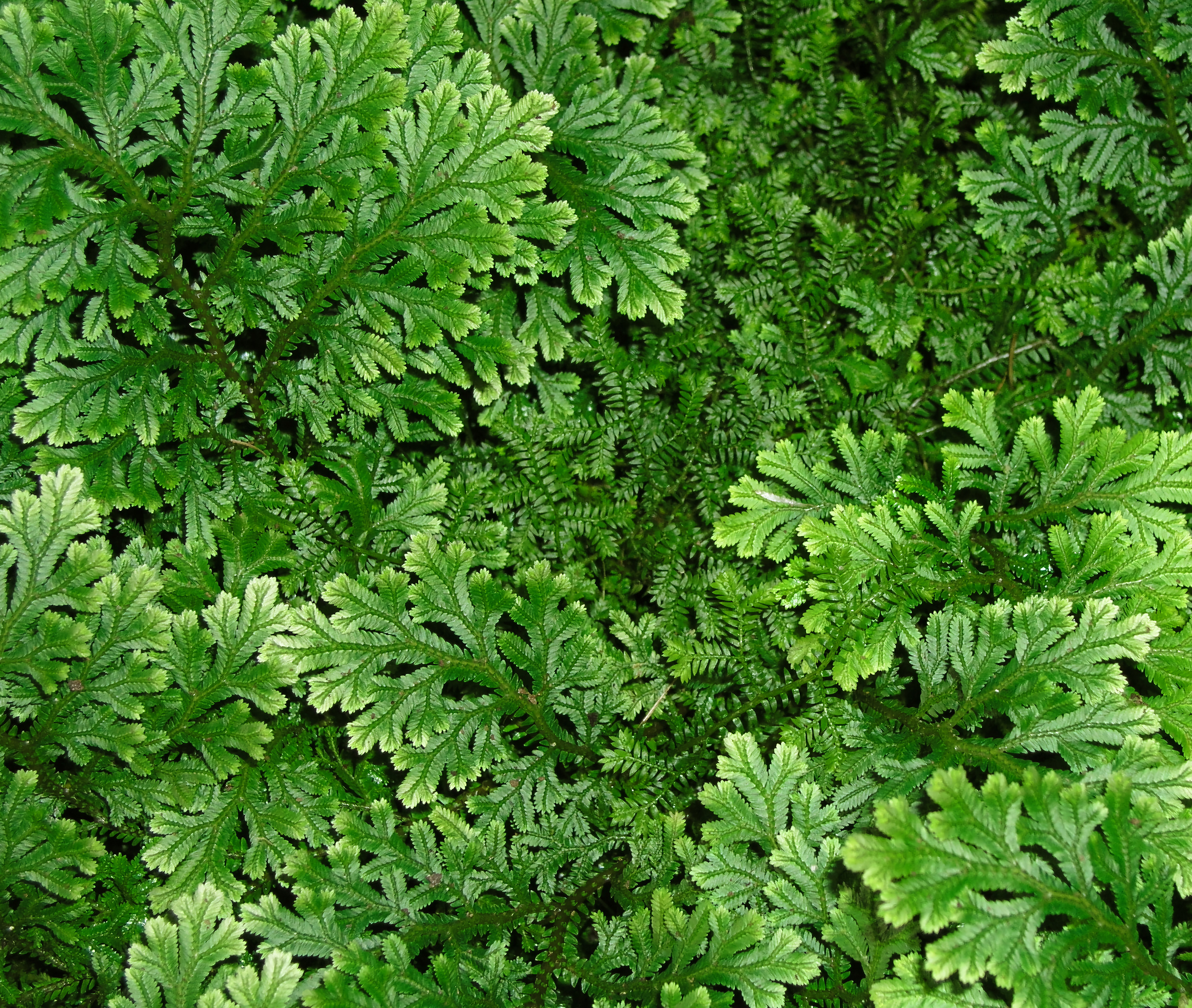
La ramification dichotomique chez les Sélaginelles rappelle celle que l'on trouve chez les algues.

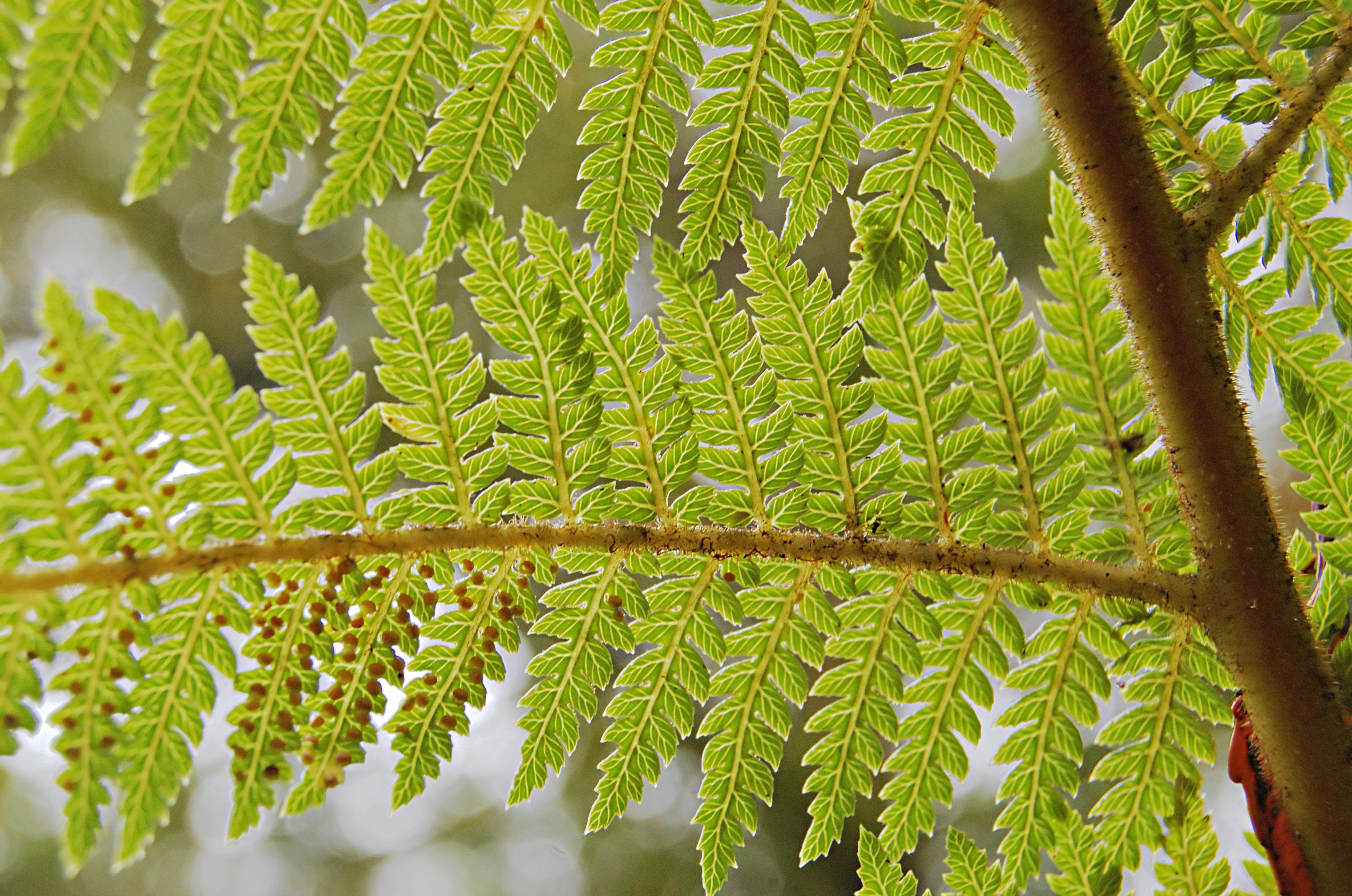
Une fronde de fougère qui montre une altération de la dichotomie, avec une prépondérance constante d'un axe sur un autre, qui la rapproche de la ramification latérale.

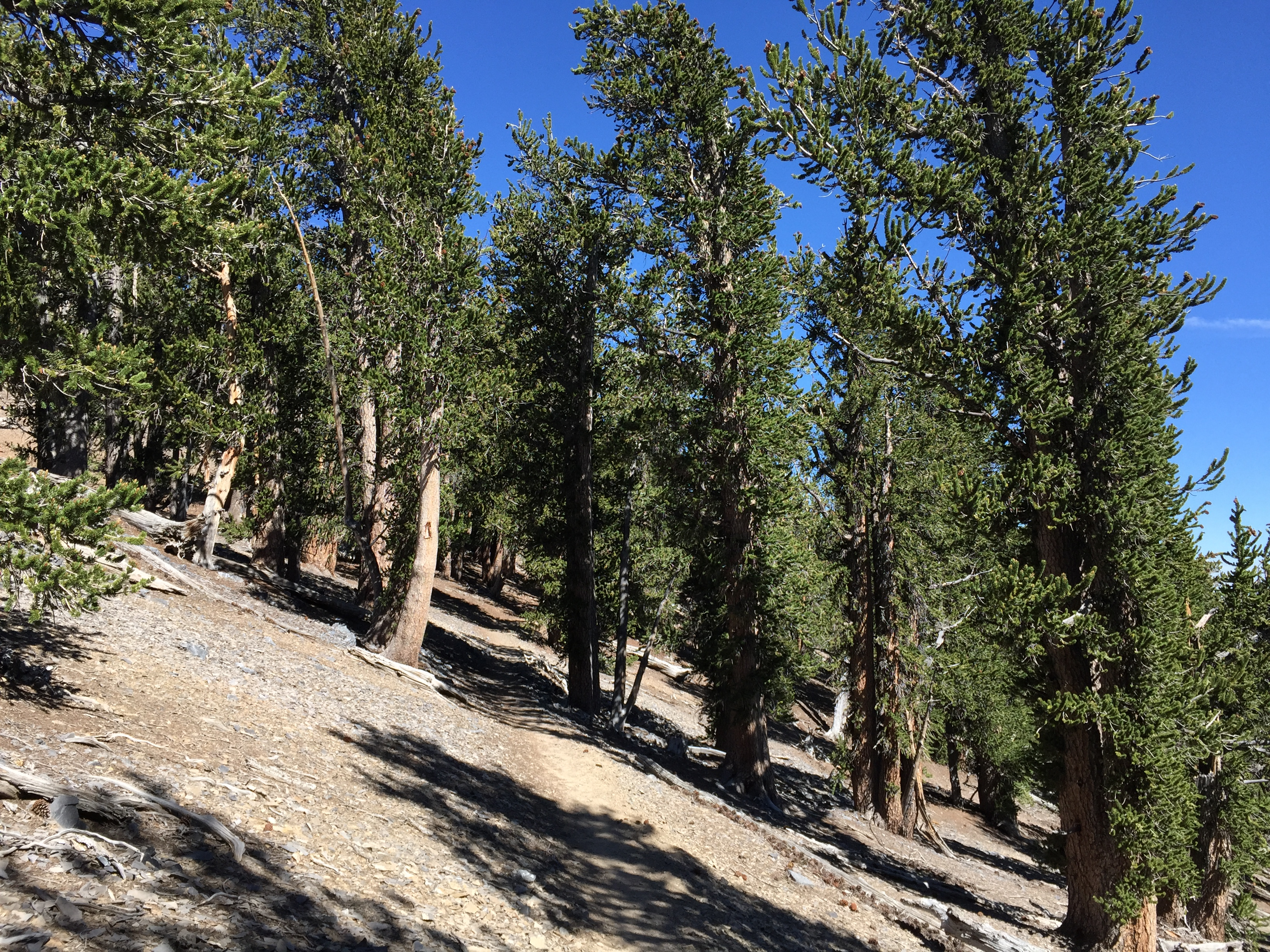
Pin à abondante mais courte ramification latérale.

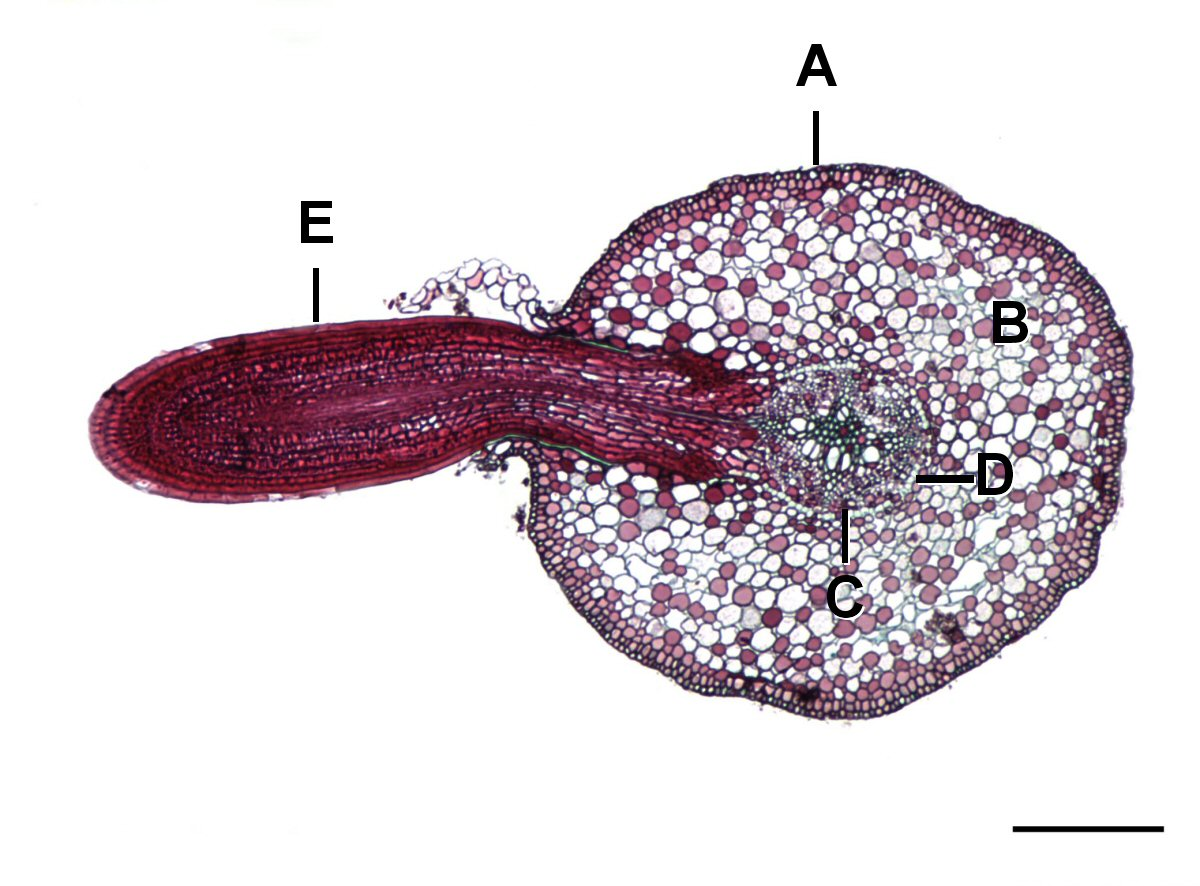
Photomicrographie d'une racine de saule après coloration. Légende : A-rhizoderme, B-cortex, C-cylindre central, D-endoderme, E-ramification d'une racine latérale.

Les ramifications des racines augmentent la surface d'absorption racinaire dans le sol. De même, les ramifications caulinaires assurent l'extension des surfaces d'échanges chlorophylliennes (tiges et surtout feuilles) de la plante, contribuant à optimiser l'interception de la lumière et l'efficacité de l'activité photosynthétique. Cette interception lumineuse dépend en effet du nombre des rameaux, de leur inclinaison, de leur taille qui suit un gradient acropète, et de la planation (« aplatissement » de l'architecture tridimensionnelle des rameaux à l'origine de la formation des feuilles dont la distribution est un compromis entre la maximisation de leur surface, et l'optimisation de leur recouvrement, phénomène à l'origine de l'auto-ombrage) qui déterminent la distribution des feuilles et la manière dont la surface foliaire est étalée dans l'espace et dans le temps. Selon le principe de l'allocation des ressources, les relations entre ces différents traits foliaires (nombre, inclinaison, longueur, planation) reflètent l'existence de compromis évolutifs associés à des contraintes structurales et fonctionnelles des plantes en relation avec leur écologie.
Au sein d’un système ramifié ligneux, « les axes végétatifs se différencient par leur morphologie et leurs fonctions. Certains ont une fonction d’exploration de l’espace (exploration verticale pour le tronc, latérale pour les branches), d’autres une fonction d’exploitation via la photosynthèse (les rameaux), ou enfin une fonction de reproduction (les rameaux courts florifères chez les fruitiers par exemple) ».

## Caractéristiques de la ramification
Le fonctionnement des méristèmes, soumis à une régulation interne (dominance apicale par des phytohormones telles que l'auxine, les cytokinines) et des facteurs environnementaux (température, alternance saisonnière), détermine plusieurs caractéristiques de la ramification et de sa répartition le long d'un axe porteur :
- types de ramification : terminale (dichotomie : le méristème se divise alors en deux parties au niveau du dôme méristématique ; polytomie : en plusieurs parties) ou latérale
- modes de ramification : ramification monopodiale (croissance assurée d'année en année par le bourgeon terminal, souvent apical) ou ramification sympodiale (arrêt du fonctionnement du bourgeon apical et reprise de croissance par un, deux ou plusieurs bourgeons axillaires : croissance monochasiale, dichasiale, pléiochasiale dite aussi polychasiale) ; ramification acrotone, mésotone, basitone selon l'importance de la dominance apicale pour la tendance longitudinale ; hypotone (préférentiellement sur la face inférieure de l'axe porteur), amphitone (de part et d'autre de l'axe porteur), épitone (sur la face supérieure de l'axe porteur) selon la prédominance des bourgeons pour la tendance latérale ;
- rythmicité de la ramification : ramification continue, diffuse ou rythmique[9]
- dynamique de la ramification : immédiate ou différée
- position de la ramification[10] :

L'architecture végétale repose notamment sur les caractéristiques de ces ramifications, sur le nombre d'axes (arbre monocaule ou polycaule) et leurs tropismes (axes orthotropes ou plagiotropes), sur l'orientation foliaire et d'autres facteurs qui déterminent des stratégies d'occupation de l'espace par les plantes et « constituent un compromis fonctionnel ayant éprouvé de très nombreuses modalités qui expliquent en partie la diversité du monde végétal ».

Ramification monopodiale
Ramification sympodiale
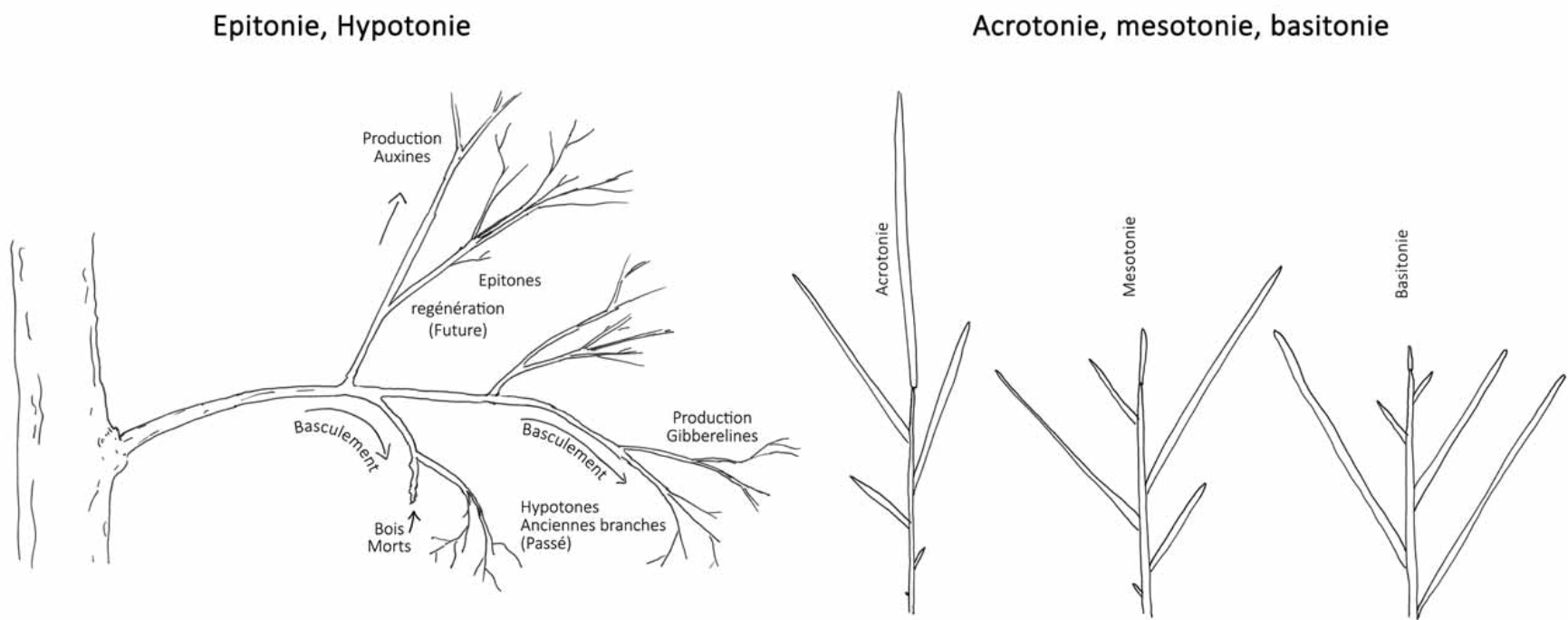
Ramifications hypotone, épitone, acrotone, mésotone, basitone

## Ramifications et modèles architecturaux des arbres
Les modèles architecturaux des arbres se fondent sur plusieurs caractéristiques des ramification (mode, rythmicité, position) et sur l'orientation des rameaux (orthotropes ou plagiotropes).

Exemples d'architecture
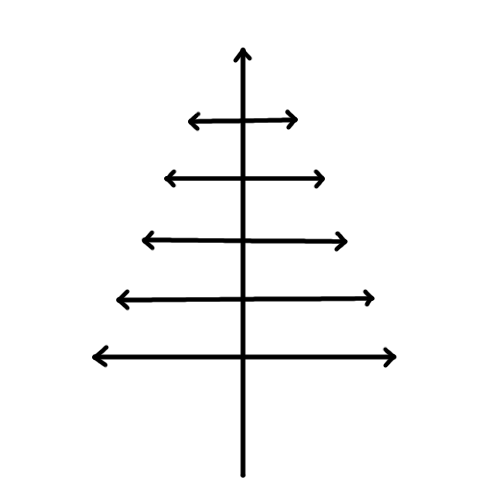
Tronc orthotrope et monopodial, rameaux latéraux plagiotropes et monopodiaux. Exemples : Araucaria, sapins.
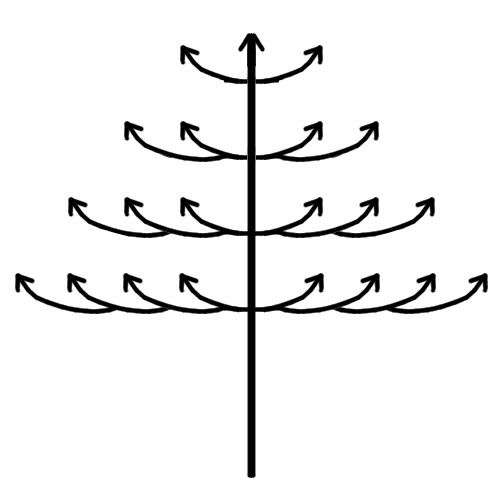
Tronc orthotrope et monopodial, rameaux latéraux plagiotropes et sympodiaux. Exemples : Terminalia et Bucida (Combretaceae).
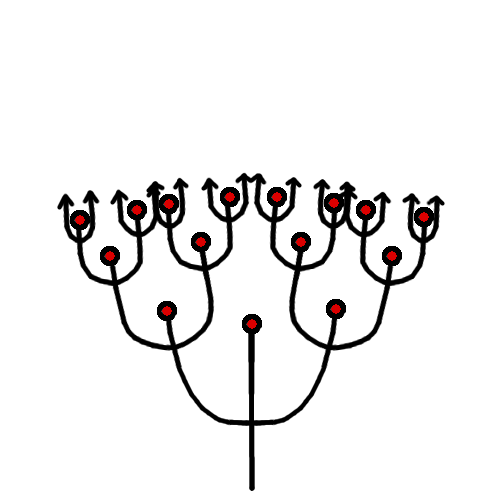
Tronc orthotrope et sympodial, rameaux latéraux orthotropes et sympodiaux. Exemples : Rhus (Anacardiaceae), Pieris (Ericaceae).